# Elis Rogge
Elisabeth Margaretha Rogge, bekend als Elis Rogge, (Moordrecht, 8 januari 1858 – Amsterdam, 5 januari 1945) was een Nederlandse journaliste en redactrice. Ze schreef veel over handwerk en kunst van vrouwen.

## Levensloop
Rogge werd geboren als oudste kind van prof.dr. Hendrik Cornelius Rogge (1831-1905), remonstrants predikant, later hoogleraar geschiedenis en bibliothecaris, en Margaretha Elizabeth Stuart (1833-1909). Ze groeide samen met vier broertjes en een zusje op in een academisch remonstrants milieu. Waarschijnlijk heeft ze privéonderwijs gekregen, het is bekend dat ze geen universitaire studie heeft gevolgd. De publicaties van haar vader hebben ervoor gezorgd dat ze al vroeg geïnteresseerd raakte in geschiedenis en literatuur. Ook het schrijversvak trok haar.
Na het overlijden van haar vader in 1905 bleef ze met haar moeder en zus Maria (1864-1937) in het laatste ouderlijk huis in Haarlem wonen. In 1929 verhuisde ze met haar zus naar Amsterdam, Koninginneweg 133. Beide vrouwen bleven ongehuwd en kinderloos. Na de dood van haar zus in 1937 leefde Rogge tot haar sterven op 5 januari 1945 vermoedelijk alleen.
Elis Rogge was lid van de Nederlandsche Vrouwenclub en de Soroptimistenclub Amsterdam. Tevens werd ze benoemd tot Ridder in de Orde van Oranje-Nassau, waarmee haar inzet voor het handwerk en de kunst van vrouwen officieel werd erkend. Naast schrijven en redigeren weefde ze en toonde ze haar eigen werk een enkele keer op een tentoonstelling.

## Werkzame leven
Haar eerste werk als journaliste en redactrice met betrekking tot specifieke publicaties voor vrouwen was van 1902-1905 bij het Maandblad der Vereeniging voor Verbetering van Vrouwenkleeding, het tijdschrift de Vereeniging voor Verbetering van Vrouwenkleeding (VvVvV), een beweging die pleitte voor reformkleding. Ze schreef hierin voornamelijk artikelen over tentoonstellingen, artikelen over de verschillende onderdelen en vormen van reformkleding en recensies van boeken en tijdschriften met betrekking tot dit thema.
In 1906 verscheen het eerste nummer van het damesblad De Vrouw en haar Huis, waarvan Elis Rogge de oprichtster en hoofdredactrice was. Ze bleef hoofdredactrice tot 1939 en werd opgevolgd door Magdalena Geertruida Schenk (1907-1991). Het doel van het tijdschrift was het geven van informatie aan vrouwen over het huishouden, kleding, kunst en nijverheid. Rond 1920 kwam ook de positie van de vrouw aan de orde als thema, onder andere door artikelen over politiek en vrouwenkiesrecht.
Zelf schreef Rogge artikelen over Nederlandse toegepaste kunst, zowel industriële productie als ambachtelijk handwerk van zowel mannelijke als vrouwelijke kunstenaars. Ze besprak tentoonstellingen en besteedde aandacht aan afzonderlijke ontwerpers, om hen in het licht te zetten. De Vrouw en haar Huis werd uitgegeven door Uitgeverij Van Holkema & Warendorf en bleef verschijnen tot 1973.
In 1907 schreef Rogge Mijn Gids in Huis en Hof. Praktische wenken voor den huisvrouw in het Dagelijksch leven, een algemeen boek over het huishouden. Belangrijke onderwerpen in dit boek zijn textiel vrouwenhandwerk, het inmaken van groente en fruit, bloemschikken en houtsnijden.
Na het boek ging ze verder met het uitdragen van professionele ambachtskunst van vrouwen: onder de naam Elis M. Rogge schreef ze talloze artikelen en boeken over vrouwenhandwerk, organiseerde ze tentoonstellingen en zat ze in commissies. Buiten haar schrijfwerk voor De Vrouw en haar Huis, leverde ze van december 1914 tot maart 1925 inhoud voor de 'Rubriek voor vrouwen' en zowel De Groene Amsterdammer als de Nieuwe Rotterdamsche Courant. In beide bladen besprak ze vooral tentoonstellingen van textiel vrouwenhandwerk.
Van 1930 tot juni 1932 verscheen onder leiding van Rogge en schrijfster en kantwerkster Louise Pierette Jacqueline de Jager Meezenbroek-van Beverwijk (1869-1961) het tijdschrift Nieuwe Wegen in Vrouwenhandwerk. Geïllustreerd tweemaandelijksch tijdschrift ter bevordering van de kunst in het vrouwenhandwerk. Middels dit blad wilden zij de werkzaamheden en werkstukken van een jonge generatie ontwerpersters en kunstenaressen tonen. Door slechte economische omstandigheden bestond het blad slechts drie jaar als zelfstandig tijdschrift.
Rogge nam als journalist een belangrijke positie in op het gebied van de toegepaste kunst. Door middel van haar journalistieke werk (recensies en artikelen) voor verschillende kranten en tijdschriften heeft zij mede het beeld van de toegepaste kunstvorm kunnen bepalen. Ze heeft in het bijzonder vrouwen hierin een zichtbare plaats gegeven. Het is aannemelijk dat zonder haar geïllustreerde artikelen veel ontwerpsters en hun werk nauwelijks bekend zouden zijn geworden.
- Biografisch Portaal: 84058368
- Gemeinsame Normdatei: 128089253
- International Standard Name Identifier: 0000 0000 5021 9415
- Nederlandse Thesaurus van Auteursnamen: 069468575
- Système universitaire de documentation: 265054141
- Virtual International Authority File: 287525570
- WorldCat: E39PBJcC4gJGrktfVWdxBmtMyd